# NGC 1086
NGC 1086 је спирална галаксија у сазвежђу Персеј која се налази на NGC листи објеката дубоког неба.
Деклинација објекта је + 41° 14' 48" а ректасцензија 2h 47m 56,2s. Привидна величина (магнитуда) објекта NGC 1086 износи 12,9 а фотографска магнитуда 13,6. NGC 1086 је још познат и под ознакама UGC 2258, MCG 7-6-71, CGCG 539-101, IRAS 02447+4102, PGC 10587.